# Saalow

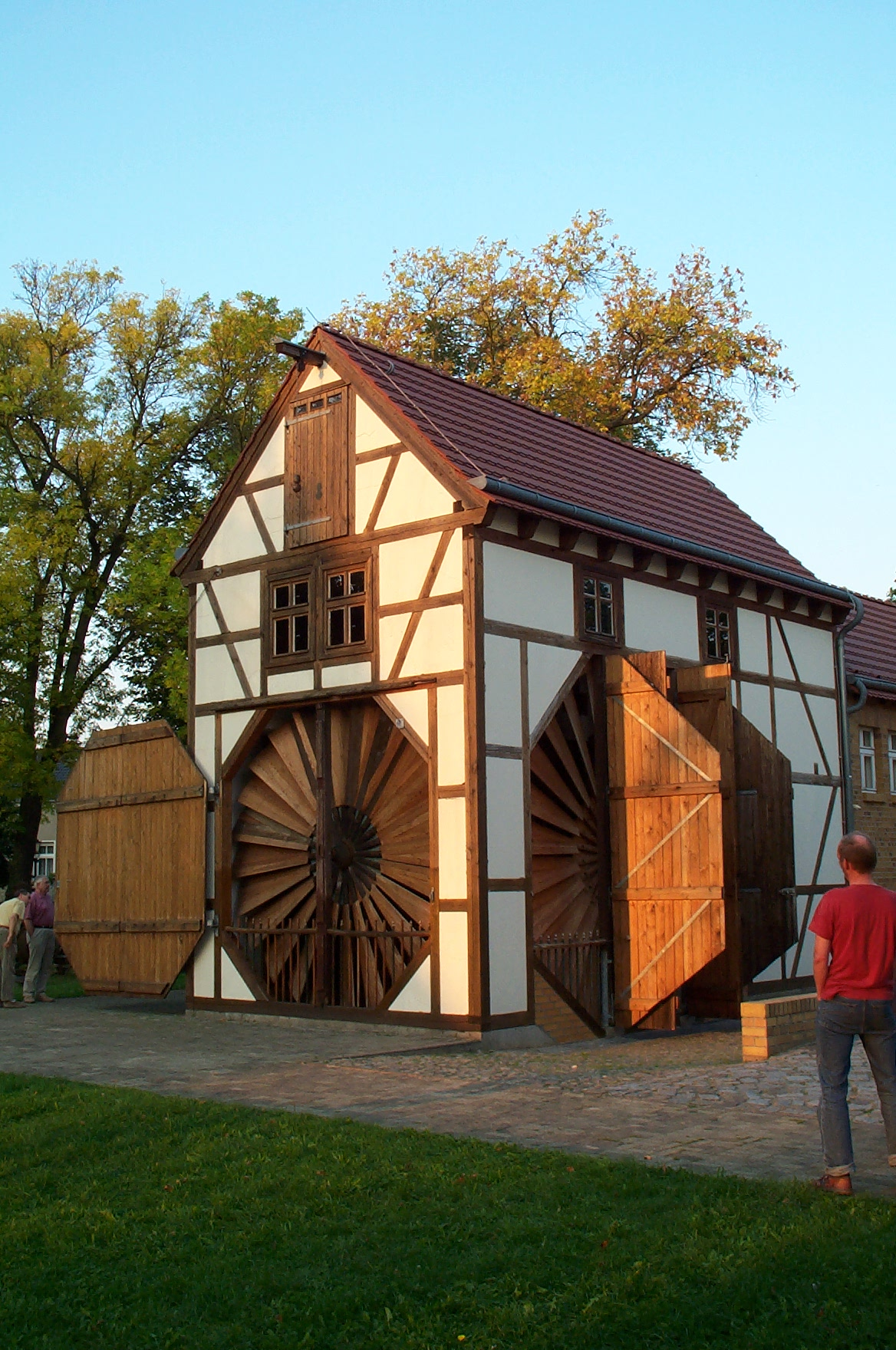
Scheunenwindmühle in Saalow

Saalow ist ein Ortsteil der amtsfreien Gemeinde Am Mellensee im Landkreis Teltow-Fläming (Brandenburg). Am 26. Oktober 2003 wurde die bis dahin selbstständige Gemeinde innerhalb des damaligen Amtes Am Mellensee per Gesetz in die Gemeinde Am Mellensee eingegliedert. Saalow hat überregionale Bekanntheit durch seine weltweit einzigartige Scheunenwindmühle.
| Jahr | Einwohner                         |
| ---- | --------------------------------- |
| 1583 | ca. 70–80 (14 Bauern, 4 Kossäten) |
| 1734 | 133                               |
| 1772 | 136                               |
| 1801 | 145                               |
| 1817 | 128                               |
| 1840 | 220                               |
| 1858 | 374                               |
| 1895 | 412                               |
| 1925 | 404                               |
| 1939 | 517                               |
| 1946 | 962                               |
| 1964 | 1705                              |
| 1971 | 1483                              |
| 2006 | 695                               |
| 2015 | 669                               |
| 2021 | 672                               |

## Geographische Lage
Saalow liegt rund 22 Kilometer Luftlinie südlich der Berliner Stadtgrenze. Es grenzt im Norden an Horstfelde (Ortsteil der Stadt Zossen) und Zossen selber, im Osten an Mellensee, im Süden an Rehagen und Kummersdorf-Alexanderdorf und im Westen an Gadsdorf, jeweils Ortsteile der Gemeinde Am Mellensee. Die Gemarkung umfasst 889 Hektar.
Der Westen der Gemarkung ist großenteils bewaldet und erreicht im Saalower Höllenberg eine Höhe von 69,5 m. Im Süden berührt der Schneidegraben die Gemarkung. Am nördlichen Rand der Gemarkung entwässert der Saalower Graben zum verlandenden Hechtsee.
Der eigentliche Kern von Saalow hat die ursprüngliche Dorfform, einen „Rundling“ oder „Rundplatzdorf“ noch relativ gut bewahrt. Inzwischen besitzt das Dorf jedoch auch Wege in westlicher und östlicher Richtung. Außerdem hat sich der Ort weit nach Westen (auf das ehemalige Kasernengelände zu) und auch nach Osten hin ausgedehnt.

## Geschichte
Saalow wird relativ spät 1541 erstmals urkundlich erwähnt. Allerdings ist der Ort aufgrund der Regionalgeschichte und vor allem der Dorfstruktur (Rundling) deutlich älter. Er dürfte bereits im 12./13. Jahrhundert entstanden sein.
Die Grundform des Ortsnamens kann aufgrund der sehr späten urkundlichen Nennung nicht mehr sicher erschlossen werden. Eine appellative Grundform könnte slawisch Žal- „Grabstätte, Friedhof“ sein. Eine Ableitung von einer Koseform Žal- eines Personennamens Žaliměr (von žaliti betrübt sein, beklagen) wäre ebenfalls denkbar.
Saalow gehörte zur Zeit der ersten Nennung zum Amt Zossen, das aus der früheren Herrschaft Zossen hervorgegangen war. Nach dem Erbregister des Amtes Zossen von 1583 hatte das Dorf „seit alters“ 15 Hufen, die von 14 Bauern bewirtschaftet wurden. Der Lehnschulze bewirtschaftete zwei Hufen, die übrigen Bauern je eine Hufe. Die Hufe maß 17 Morgen 62 Quadratruten, was nach heutigen Maßen etwa 7,3 Hektar entspricht. Vier Kossäten, die bis zu sechs Morgen Acker besaßen, waren im Dorf ansässig. Im Jahr 1745 wird erstmals ein Krug erwähnt. 1755 war der Schneider zugleich auch Schulmeister in Saalow. 1801 zählte das Dorf 25 Feuerstellen. 1840 hatte das Dorf bereits 38 Wohnhäuser. 1860 waren es bereits 51 Wohnhäuser, drei öffentliche Gebäude und 73 Wirtschaftsgebäude, darunter eine Getreidemühle. 1931 wurden 66 Wohnhäuser gezählt. 1945 wurden 79 Hektar, die dem Wehrmachtsfiskus gehörten enteignet und aufgeteilt. Bereits 1953 gründete sich eine erste Landwirtschaftliche Produktionsgenossenschaft Typ III, die später wieder aufgelöst wurde, um 1958 neu gegründet zu werden. 1961 hatte diese 99 Mitglieder und bewirtschaftete 481 Hektar Nutzfläche. Daneben existierte noch ein LPG Typ I mit 1961 acht Mitgliedern und 30 Hektar Nutzfläche. Diese wurde 1968 gelöscht.
Das Amt Zossen, zu dem Saalow zum Zeitpunkt der ersten urkundlichen Nennung gehörte, ging um 1600 im Kreis Teltow auf. Die Vogtei Trebbin, die ehemalige Herrschaft Wusterhausen-Teupitz und das Amt Zossen wurden als Ämterkreis innerhalb des vergrößerten Kreises Teltow bezeichnet (im Unterschied zum alten Kreis Teltow, der auch Hoher Teltow oder Hauptkreis genannt wurde). Im Jahr 1952 kam Saalow im Zuge der Kreis- und Bezirksreform zum neuen Kreis Zossen, der aus Teilen des alten Kreises Teltow und des Kreises Luckenwalde gebildet worden war. Im Jahr 1990 wurde der Kreis Zossen in Landkreis Zossen umbenannt und 1993 im Zuge der Kreisreform nach der politischen Wende in Ostdeutschland mit den Kreisen Jüterbog und Luckenwalde zum neuen Landkreis Teltow-Fläming zusammengelegt.
Bevölkerungsentwicklung (Quelle bis 1971: Historisches Ortslexikon)
 Kiebitz von Saalow 

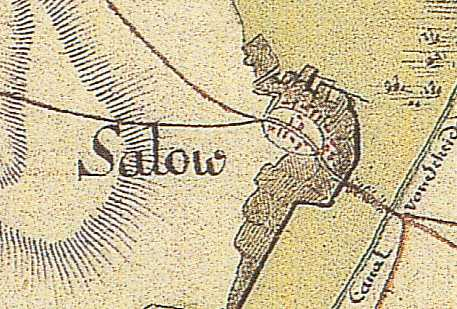
Saalow auf der Schmettau’schen Karte von 1767 bis 1787

Kiebitz von Saalow war neben Hans Clauert von Trebbin ein weiterer brandenburgischer Schalk, dessen „Späße“ mit den etwas einfältigen „Schillischen Bure“ jedoch wesentlich derber waren. Der Sage nach soll das alte Dorf Saalow ursprünglich östlich des Saalow-Grabens gestanden haben. Dort wohnten ursprünglich die „Schillischen Bure“, die, nachdem das alte Dorf abgebrannt war, das neue Saalow an der Stelle des heutigen Rundlings wieder aufbauten. Das heutige Saalow hat sich schon lange wieder über den Saalow-Graben hinweg auf die Stelle vergrößert, wo das alte Saalow gestanden haben soll. Nördlich dieser neuen Siedlung zwischen der L 79 und dem Saalow-Graben liegen die Schilleschen Stücke, ein inzwischen fast vergessener Flurname und bedeutet Siedlung. Hohmann fand an dieser Stelle slawische und frühdeutsche Keramikreste. Hohmann spekuliert nun, ob in der Sage vom Kiebitz von Saalow und den Schilleschen Bure noch die Erinnerung an das alte slawisch-frühdeutsche Dorf erhalten geblieben sein könnte.
Einer seiner harmloseren „Streiche“ war die Geschichte mit dem Ochsen auf der Kirchenmauer. Während einer Dürre verdorrte das Gras auf den Feldern und das Vieh hungerte. Lediglich auf der hohen Kirchhofmauer wuchs noch Gras. Kiebitz machte nun den Schillischen den Vorschlag, das Vieh auf die Kirchenmauer zu bringen und dort grasen zu lassen. Er schlug vor, dass der Ochse des Schulzen den Anfang machen solle. Der Ochse wurde an einem starken Seil und einer Winde an der Mauer hochgezogen. Oben angekommen, streckte der Ochse die Zunge heraus und Kiebitz frohlockte: seht er leckt schon seine Zunge nach dem Gras. Aber als der Ochse auf der Mauer oben ankam, streckte er alle viere von sich und war tot. Die Schillischen merkten nun, dass sie von Kiebitz zum Narren gehalten worden waren. Sie wollten ihn nun dafür bestrafen, aber Kiebitz konnte sie davon überzeugen, dass er den Schaden wiedergutmachen wolle. Er packte den toten Ochsen auf einen engen Wagen, so dass es aussah, als ob der Ochse darin stehen würde. Mit dem Ochsen im Wagen fuhr Kiebitz nach Zossen und bot den Ochsen einem Metzger feil. Der wollte sich zuerst davon überzeugen, dass der Ochse auch viel Fleisch und Fett angesetzt hätte und schlug mit einem Stock auf das Tier ein. Der Ochse fiel um und Kiebitz beschuldigte nun den Metzger, das Tier umgebracht zu haben. Der Metzger war erschrocken über den „plötzlichen“ Tod des Tieres. Er wollte keinen Ärger und bezahlte ihm den Ochsen gut. Mit dem Geld kam Kiebitz nun nach Saalow zurück und zeigte dort den Beutel mit dem Geld, soviel hätte er für den toten Ochsen bekommen. Daraufhin schlugen die Schillischen Bure ihre Ochsen tot und wollten sie mit der gleichen Masche verkaufen. Doch niemand wollte ihre toten Ochsen kaufen. Da merkten sie, dass sie von Kiebitz wieder geneckt worden waren. Die Geschichte ähnelt der Geschichte der Schwarzenbörner, die ihre Ochsen auf die Stadtmauer zum Weiden schickten.
Die weiteren Geschichten mit der Großmutter von Kiebitz und der Schafherde, die Kiebitz sich „aneignete“, haben eine gewisse Ähnlichkeit mit der Geschichte vom kleinen und großen Klaus von Hans Christian Andersen.

## Kirchliche Organisation
Saalow hat keine eigene Kirche und war immer eingekircht in Zossen.

## Sehenswürdigkeiten
Die Baudenkmale in Saalow sind in der Liste der Baudenkmale in Am Mellensee verzeichnet. Herausgegriffen werden hier nur die Windmühlen, die zum Teil überregional Bekanntheit haben.

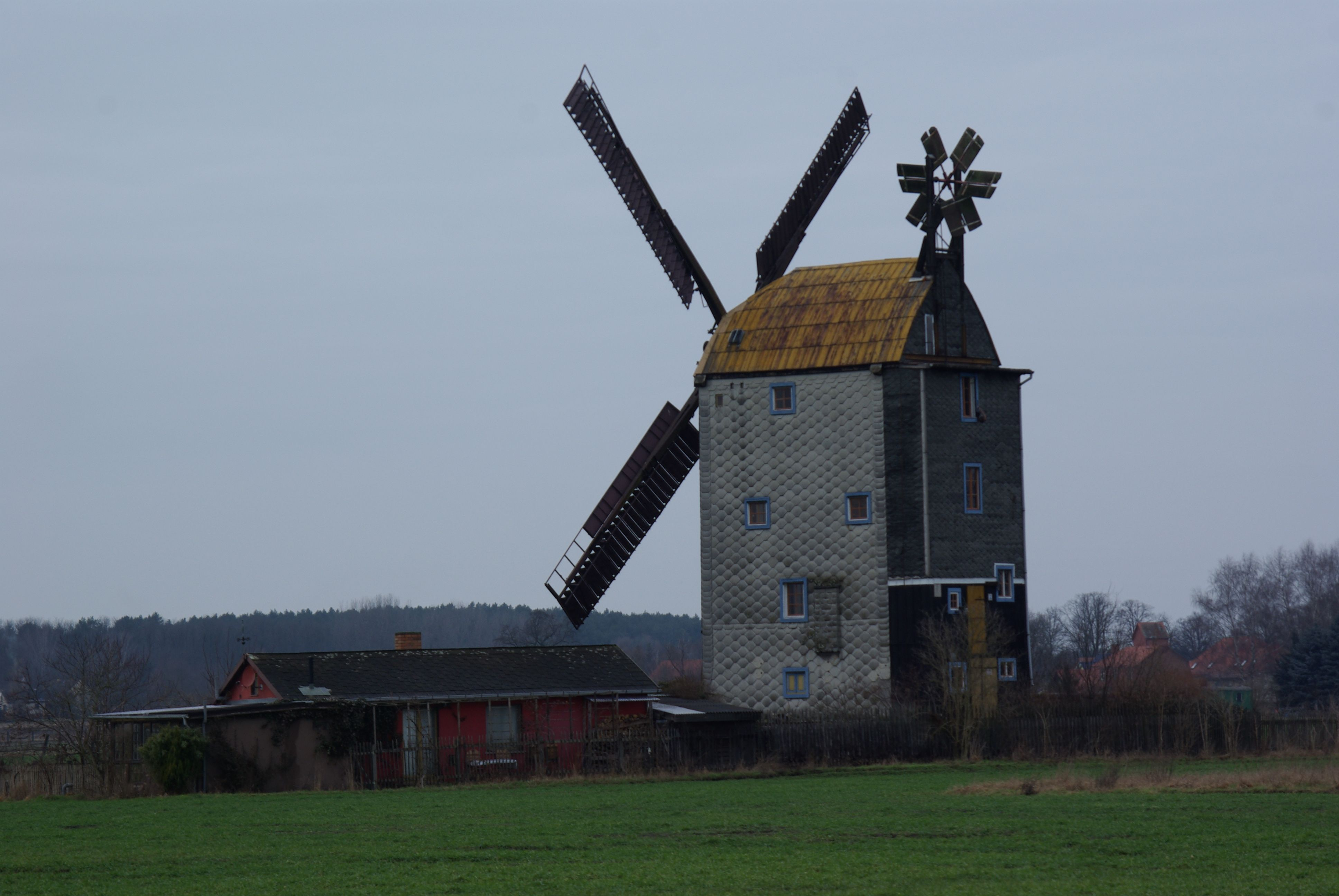
Paltrockwindmühle in Saalow

- Windmühlen von Saalow: Auf der Gemarkung von Saalow stehen zwei Windmühlen, die Scheunenwindmühle Saalow und eine Paltrockwindmühle. Die Scheunenwindmühle ist weltweit einzigartig und hat Saalow zu überregionaler Bekanntheit verholfen. Sie wurde jedoch nicht ursprünglich für und in Saalow gebaut, sondern stammt aus Podemus, heute einem Dresdener Vorort. Nachdem die Mühle 1974 baufällig geworden war, wurde das Gebäude abgerissen und die Einzelteile der Mühle eingelagert. Von 1992 bis 1993 erfolgte der Wiederaufbau in Saalow. Die Mühle kann im Sommer besichtigt werden und zieht viele Besucher an. Auch die Saalower Paltrockmühle stammt ursprünglich nicht aus Saalow und war ursprünglich keine Paltrockmühle. Sie wurde Mitte des 18. Jahrhunderts als Bockwindmühle in Berlin gebaut, und 1903 nach Saalow gebracht und dort wieder aufgebaut. Erst 1937 wurde sie zur Paltrockmühle umgebaut und war bis 1971 in Betrieb.
- Die Gemarkung ist reich an Bodendenkmälern. Im Einzelnen findet man unter anderem eine Siedlung aus der Steinzeit, vier Siedlungen der Ur- und Frühgeschichte, zwei Siedlungen der Bronzezeit, ein Gräberfeld der Eisenzeit, eine Siedlung der römischen Kaiserzeit, eine Siedlung des slawischen Mittelalters sowie eine Siedlung des deutschen Mittelalters.
- Auf dem Lazarettfriedhof am Horstweg ruhen 331 Soldaten der deutschen Wehrmacht sowie 702 Flüchtlinge, die im Zweiten Weltkrieg oder als Folge davon starben.

 Wanderwege 
Durch Saalow führen mehrere internationale, nationale und regionale Wanderwege: der Europäische Fernwanderweg E10, die 66-Seen-Regionalparkroute, der Fontaneweg F4, der Saalower Mühlenwanderweg und der Saalower Höllenbergweg, der auf den rund 70 m hohen Höllenberg führt.

## Wirtschaft und Infrastruktur

### „Saalower Kräuterschwein“
Ein Landbaubetrieb vermarktet in der Gemeinde das „Saalower Kräuterschwein“, dessen Fleisch als Spezialität gilt. Es zeichnet sich durch besonderen Geschmack, geringen Fettanteil und einen hohen Eiweißgehalt aus. Die Schweine leben konventionell in Massentierhaltung und bekommen Futter, das auf dem eigenen Hof produziert wird. Das Futter enthält eine hohe Anzahl an verschiedenen Kräutern, wie Kamille, Mohnblumen, Kornblumen, aber auch Gräser wie Windhalm, Wildhafer und Trespe. Das Fleisch wird regional vermarktet, um die Transportwege kurz zu halten und die Produkte frisch zum Verbraucher zu bringen.

### Pflegeheim Saalow
Im Jahr 1936 wurde westlich von Saalow ein Kasernengelände angelegt, in das zunächst eine Sperrballon-Einheit der Luftwaffe einzog. Im Jahr 1940 wurde sie in eine Ausbildungs-Abteilung für Sanitätspersonal umgewandelt. Bis Kriegsende war die Einrichtung auch Lazarett. Auf dem Friedhof in der Nähe ruhen 1.033 deutsche Soldaten und Flüchtlinge, die nach Kriegsende hier gestorben sind. Zuletzt befanden sich hier 38 Baracken. Kurz nach Kriegsende waren einige Baracken zerstört worden. Die verbliebenen 22 Baracken wurden ab 1946 als Unterkunft für Umsiedler genutzt. Ab 1947 kam eine Krankenstation hinzu. 1948 wurde daraus das „Feierabendheim Saalow“. Im Jahr 1953 entstand daraus das Pflegeheim Saalow, das ab 1954 als „Pflegeheim Freundschaft“ firmierte. Von 1956 bis 1958 wurden einige massive Gebäude errichtet. Bis zu 1200 alte und pflegebedürftige Menschen wurden im Pflegeheim untergebracht. 1990 waren es noch rund 600 Menschen, die unter denkbar schlechten Bedingungen dort lebten. 1990 besuchte der damalige Ministerpräsident der DDR Lothar de Maizière das Pflegeheim, um sich über die Missstände zu informieren. 2003 wurden die Baracken abgerissen. Heute befindet sich hier die „Seniorenbetreuungseinrichtung Saalower Berg“ des Deutschen Roten Kreuzes, die Tagespflegeeinrichtung Saalower Berg und der Seniorenclub Saalow.

## Persönlichkeiten
In Saalow wurde der Vater von Johann Gottfried Schadow, Bildhauer und Graphiker, Schöpfer der Quadriga auf dem Brandenburger Tor, geboren. Er wurde zunächst Schneider in Zossen und zog später nach Berlin, wo Johann Gottfried als ältester Sohn geboren wurde.

## Anmerkung
1. ↑  Man sollte bei der Geschichte aber bedenken, dass Saalow gar keine Kirche hat und wahrscheinlich nie eine Kirche besessen hat, denn das Dorf war immer nach Zossen eingekircht.